# Diafanização

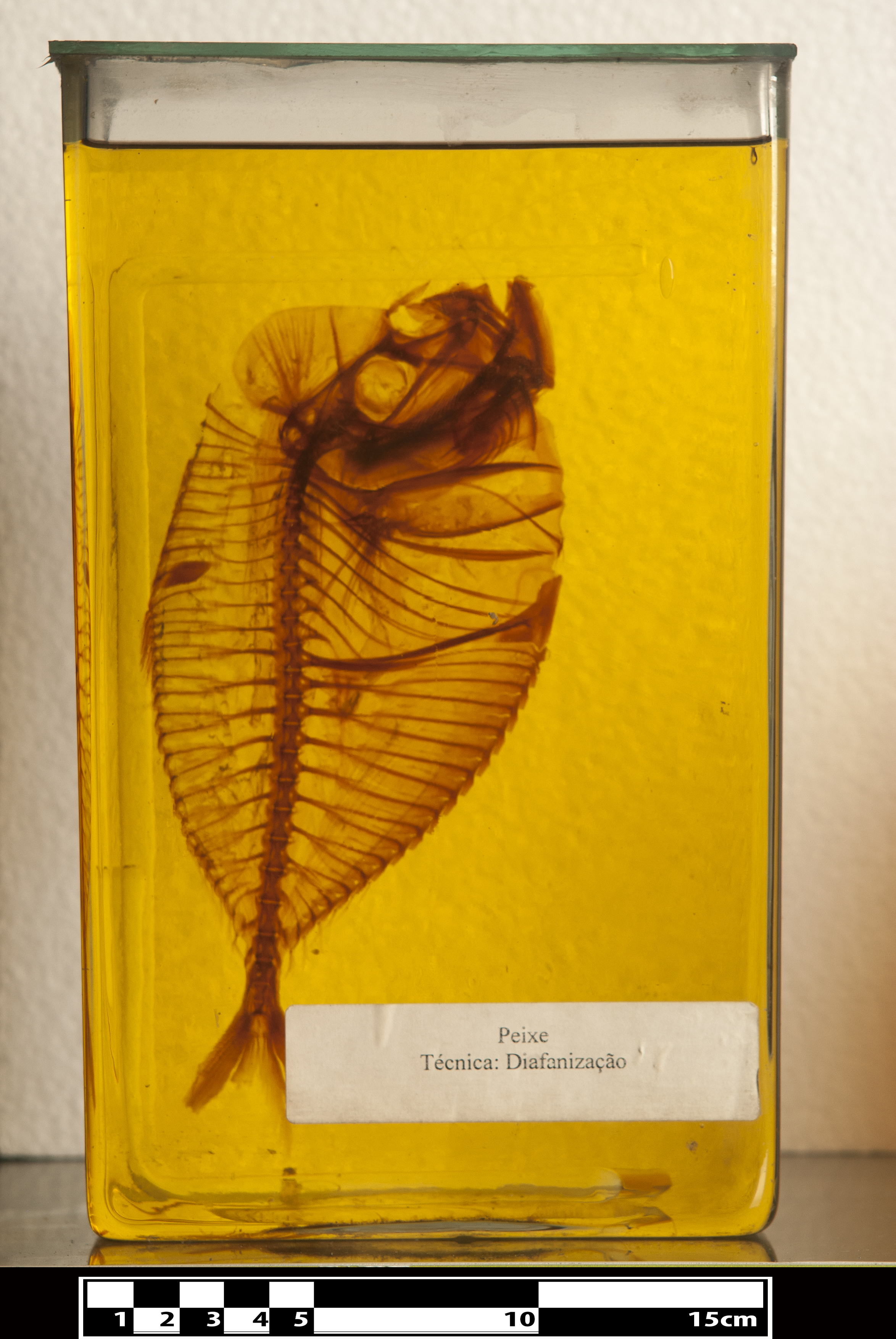
Técnica de diafanização aplicada em peixes, em exposição no Museu de Anatomia Veterinária da USP.

A diafanização é uma técnica de conservação empregada por pesquisadores para estudar o esqueleto e tecidos de animais pequenos. O processo utiliza uma substância para desmanchar a musculatura mas preservar o esqueleto e o tecido conjuntivo. Além disso, corantes são utilizados para tingir ossos e cartilagens para facilitar a visualização. O termo diafanização vem de diáfano, que significa transparente.

## Soluções utilizadas
É possível usar a técnica de diafanização feita em solução de KOH 2%. No entanto, a técnica feita em NaOH 2% permite uma maior conservação dos tecidos moles comparado com a solução anterior. Para colorações, a alizarina 0,1% permitiu a visualização da ossificação diferencial sem deteriorar o espécime, o que ocorre com o uso de alizarol a 1%.